# Centraal-Limburgs

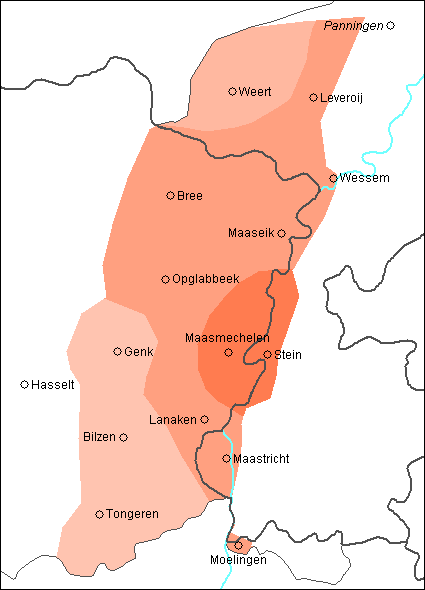
Het Centraal-Limburgs dialectgebied.

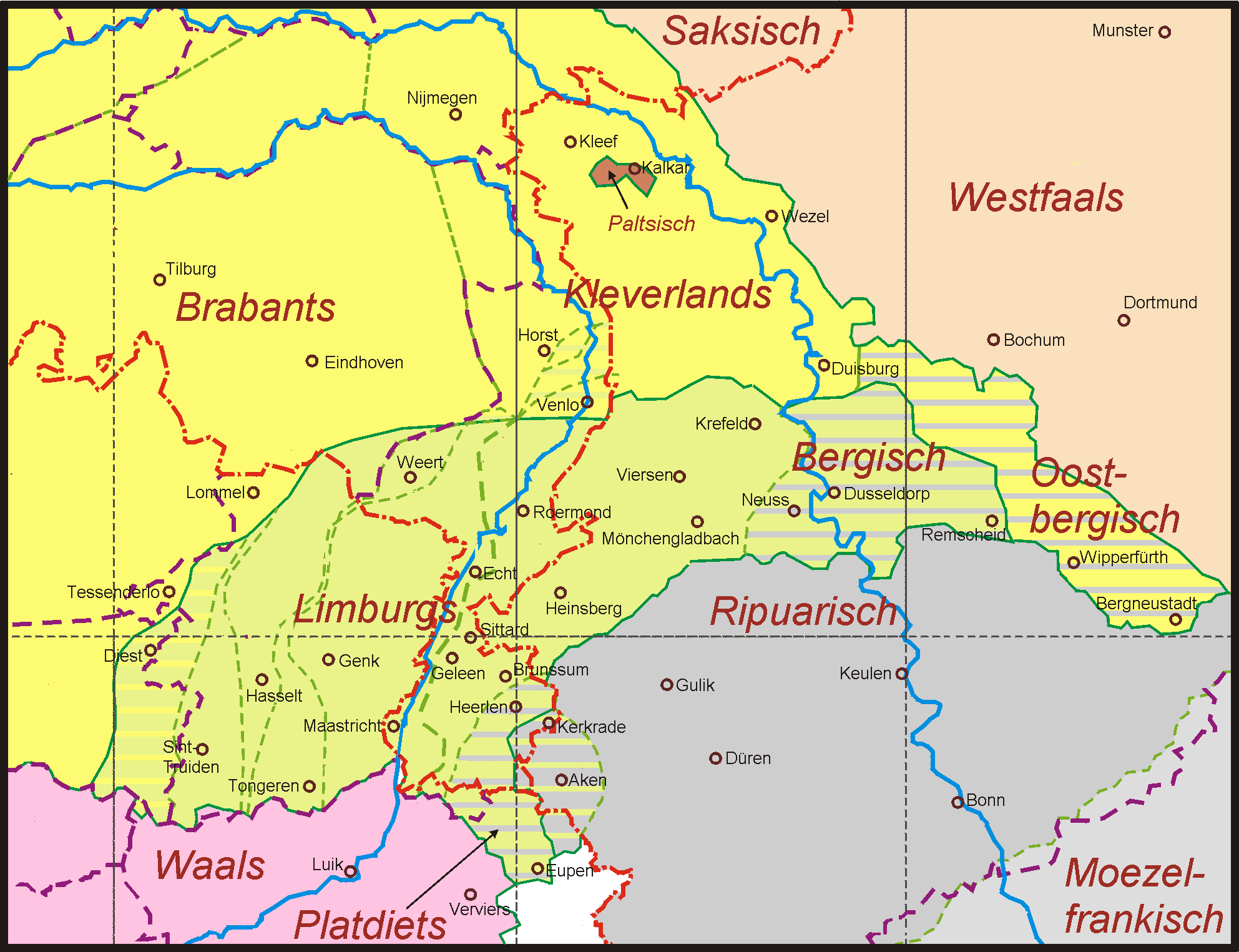
- HET LIMBURGS TAALLANDSCHAP -
Het zuidelijk Maas-Rijnlandse (Limburgs-Nederrijnse) dialectcontinuüm

Centraal-Limburgs is een verzamelnaam voor de dialecten die worden gesproken in het westen van de Nederlandse provincie Limburg en in het oosten van de Belgische provincie Limburg, ruwweg in het gebied rond Weert, Genk, Tongeren, Maastricht en Stein, en daarnaast ook (alleen in Moelingen) in de Voerstreek. 
Deze dialecten zijn varianten van het Limburgs, dat op zijn beurt deel uitmaakt van het Nederfrankisch.

## Afbakening
In het noorden wordt het Centraal-Limburgs afgebakend door de Uerdinger linie (ik/ich), in het oosten is het door de Panninger linie (st-/sjt) afgescheiden van het Oost-Limburgs in het westen door de doe/gij-isoglossen van het West-Limburgs.  Het gebied van het Centraal-Limburgs ligt in hoofdzaak westelijk van de Maas. 
In het westen wordt het Centraal-Limburgs afgebakend door verschillende isoglossen, waarvan de Panninger zijlinie (sch-/sj-) het grootste deel van de afbakening vormt. De uitzondering hierop zijn de Weerterlandse dialecten, welke aan de Noordzijde van de Panninger zijlinie liggen. Naast het feit dat het Weerterlands meer kenmerken van Centraal-Limburgse dialecten heeft dan van West-Limburgse dialecten, vormt ook de doe/gij-isoglosse, welke ten Noordwesten van Weert ligt een duidelijk verschil tussen de dialecten. Het Tongerlands ligt echter ten Westen van deze lijn, dus is enkel de noordelijke helft van deze isoglossen te gebruiken als afbakening voor het Centraal-Limburgs. In feite  wordt de afbakening in het zuiden en midden gevormd door de panninger zijlinie (sch-/sj-) en in het midden en noorden door de gij/doe-isoglosse.
| Dialectgroep       | ij/ie     | leef/lief*    | gij/doe | sch-/sj-  | dat/det  | douf/doef | aod/oud  | st-/sjt- |
| ------------------ | --------- | ------------- | ------- | --------- | -------- | --------- | -------- | -------- |
| West-Limburgs      | tijd      | lief          | gij     | schoe(ë)l | dat      | douf      | aad      | stad     |
| Tongerlands        | tijd      | lief          | doe     | sjoe(ë)l  | dat      | douf      | aad      | stad     |
| Bilzerlands        | tijd      | lief          | doe     | sjoe(ë)l  | dat      | douf      | aad      | stad     |
| Maaskempens        | tied/tijd | leef (lief)** | doe     | sjoe(ë)l  | dat/det' | douf      | aod      | stad     |
| Trichterlands      | tied      | leef          | doe     | sjoe(ë)l  | dat      | doef***   | aa(j)d   | stad     |
| Weertlands         | tied      | leef          | doe     | schoe(ë)l | det      | doef      | aod      | stad     |
| Horns              | tied      | leef          | doe     | sjoe(ë)l  | det      | doef      | aod      | stad     |
| Centraal-Maaslands | tied      | leef          | doe     | sjoe(ë)l  | dat/det' | doef      | oud      | stad     |
| Oost-Limburgs      | tied      | leef          | doe     | sjoe(ë)l  | dat/det' | doef      | aad/oud' | sjtad    |

*: de isoglosse tussen het westelijke lief en boek en oostelijke leef en book.
**: Lief en boek in Genk e.o.
***: duif, grijs en dag zijn in het enkelvoud: doef, gries en daag en in het meervoud douf, grijs en daog.
': dat en oud in het zuiden, det en aad in het noorden (Midden-Limburg)

## Onderverdeling

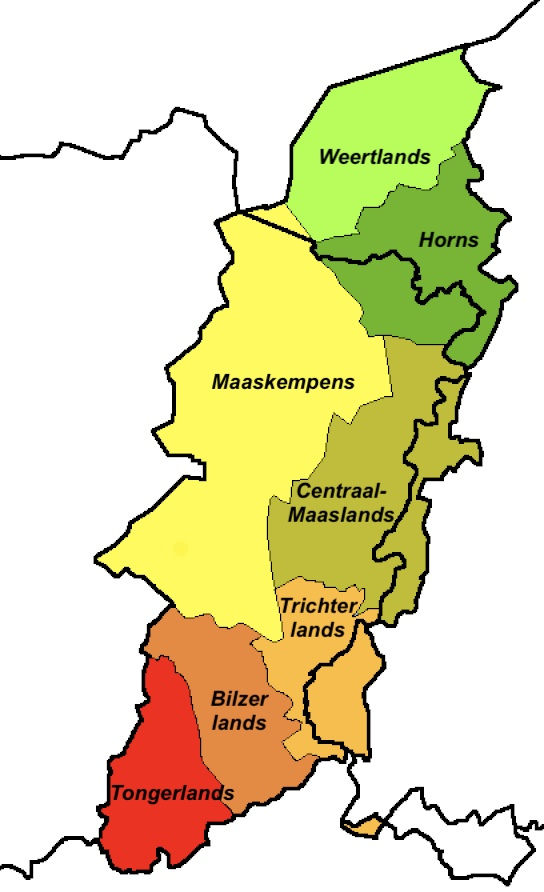
Kaart van de Centraal-Limburgse subdialecten

Het Centraal-Limburgs wordt nog onderverdeeld in Weertlands, Horns, Maaskempens, Centraal-Maaslands, Trichterlands, Bilzerlands en Tongerlands
- Weertlands:
  - Ospels: In Ospel en Ospeldijk
  - Nederweerts: In Nederweert, Budschop en Nederweert-Eind
  - Weerts: Weert
  - Buitenijen Weerts: In de wijken van de stad Weert, Laar en Altweerterheide
- Horns: Stramproy, Tungelroy, Swartbroek, Leveroy, de gemeente Kinrooi en rond Thorn, Heel en Maasbracht. (De plaats Horn zelf niet).
- Maaskempens: Bocholt, Bree, Oudsbergen, As, Genk, Zutendaal, Neeroeteren en Opoeteren.
- Centraal-Maaslands: Dilsen-Stokkem, Maasmechelen, Echt, Born, Stein, Elsloo, Geulle en Bunde.
- Trichterlands: Lanaken, Vroenhoven, Kanne, Maastricht (Maastrichts) en Moeilingen
- Bilzerlands: Bilzen en Riemst (met uitzondering van Kanne en Vroenhoven).
- Tongerlands: Hoeselt, Tongeren en Herstappe. (Veel West-Limburgse kenmerken)

## Kenmerken
In het gebied rond Tongeren, Genk en Bilzen zegt men ijs, in de rest van het dialectgebied ies. In het gebied rond Maasmechelen en Stein zegt men al vleisj voor vlees, net zoals in het Sittards, dat echter tot het zuidelijk Oost-Limburgs behoort. Ten noorden van Susteren geldt deze uitspraakregel niet.

## Status
In Nederland wordt het Limburgs in Limburg nog algemeen gesproken, in België neemt het sterk af.